# Rifugio Meira Garneri
Il rifugio Meira Garneri (talvolta indicato come Rifugio Meyra Garneri) è un rifugio escursionistico situato in comune di Sampeyre (CN), a 1810 m di quota, nel vallone di Sant'Anna.

## Caratteristiche
Il rifugio è stato ricavato dalla ristrutturazione di una vecchia baita in località meira Garneri, sul versante destro orografico della valle Varaita.
È una costruzione in muratura di pietrame a due piani, con tetto in lose. Si trova all'arrivo della seggiovia Varisella, che insieme alla sottostante seggiovia Sant'Anna costituisce l'ossatura degli impianti di risalita in comune di Sampeyre.
Il rifugio dispone di 23 posti letto, divisi in sette camere con bagno indipendente. È dotato di riscaldamento, impianto elettrico con allacciamento alla rete di distribuzione ENEL, acqua corrente fredda e calda. Offre servizio bar, ristorante ed alberghetto.
Il rifugio si trova sulla carrozzabile che da Sampeyre sale al colle di Sampeyre, incrociando la strada alta o strada dei cannoni, e scende poi ad Elva in valle Maira. È quindi raggiungibile, in periodo estivo, direttamente con l'automobile; per questo motivo, ai sensi della vigente normativa piemontese, è classificato come rifugio escursionistico.
La proprietà è privata, e la gestione è effettuata dagli stessi proprietarii.

## Accessi
In estate, come detto in precedenza, il rifugio è raggiungibile in auto da Sampeyre o da Elva. È inoltre possibile raggiungerlo a piedi da Sampeyre risalendo l'antica mulattiera. In inverno può essere raggiunto con le ciaspole o con gli sci, seguendo la carrozzabile o la mulattiera. Previa autorizzazione, si può salire al rifugio anche in motoslitta. Il gestore organizza su richiesta un servizio di trasporto clienti da Sampeyre in motoslitta.
Durante tutto l'anno è possibile salire al rifugio usufruendo delle due seggiovie di Sant'Anna e della Varisella, che garantiscono un servizio continuo.

## Ascensioni
- Monte Nebin (2514 m)
- Cugn di Gona (2384 m)
- Cima delle Serre (2385 m)
- Monte Morfreid (2495 m)

## Traversate
Il rifugio si trova relativamente isolato rispetto ad altre strutture ricettive analoghe, quindi le possibilità di traversata sono limitate. È comunque possibile traversare ad Elva per il colle di Sampeyre, andando ad agganciarsi alla rete dei posti tappa dei Percorsi Occitani.

## Altre attività
Il massimo punto di interesse del rifugio è l'attività invernale. Per la sua posizione e la sua vicinanza agli impianti di risalita è un ottimo punto di partenza per itinerari sci-alpinistici nonché di escursionismo con le ciaspole. Inoltre, può fungere da base per attività di sci da discesa, usufruendo degli impianti e delle piste presenti.

### Cartografia
- Cartografia ufficiale italiana dell'Istituto Geografico Militare (IGM) in scala 1:25.000 e 1:100.000, consultabile on line
- Sistema Informativo Territoriale della provincia di Cuneo, su base cartografica 1:10.000
- Istituto Geografico Centrale - Carta dei sentieri 1:50.000 n.6 "Monviso"